# ISO 3166-2:LT
ISO 3166-2:LT est l'entrée pour la Lituanie dans l'ISO 3166-2, qui fait partie du standard ISO 3166, publié par l'Organisation internationale de normalisation (ISO), et qui définit des codes pour les noms des principales administration territoriales (e.g. provinces ou États fédérés) pour tous les pays ayant un code ISO 3166-1.

## Régions (10)
```
LT-AL
 
Alytaus apskritis

LT-KU
 
Kauno apskritis

LT-KL
 
Klaipėdos apskritis

LT-MR
 
Marijampolės apskritis

LT-PN
 
Panevėžio apskritis

LT-SA
 
Šiaulių apskritis

LT-TA
 
Tauragės apskritis

LT-TE
 
Telšių apskritis

LT-UT
 
Utenos apskritis

LT-VL
 
Vilniaus apskritis
```

## Divisions de second niveau
Les subdivisions sont réparties entre
- 7 municipalités de la ville (en lituanien : miesto savivaldybė)
- 9 municipalités (en lituanien : savivaldybė)
- 44 municipalités du district (en lituanien : rajono savivaldybė)

| Code  | Subdivision       | Type                     | Régions           |
| ----- | ----------------- | ------------------------ | ----------------- |
| LT-01 | Akmenė            | municipalité du district | LT-SA Šiauliai    |
| LT-02 | Alytaus miestas   | municipalité de la ville | LT-AL Alytaus     |
| LT-03 | Alytus            | municipalité du district | LT-AL Alytaus     |
| LT-04 | Anykščiai         | municipalité du district | LT-UT Utena       |
| LT-05 | Birštonas         | municipalité             | LT-KU Kauno       |
| LT-06 | Biržai            | municipalité du district | LT-PN Panevėžys   |
| LT-07 | Druskininkai      | municipalité             | LT-AL Alytaus     |
| LT-08 | Elektrėnai        | municipalité             | LT-VL Vilnius     |
| LT-09 | Ignalina          | municipalité du district | LT-UT Utena       |
| LT-10 | Jonava            | municipalité du district | LT-KU Kauno       |
| LT-11 | Joniškis          | municipalité du district | LT-SA Šiauliai    |
| LT-12 | Jurbarkas         | municipalité du district | LT-TA Tauragė     |
| LT-13 | Kaišiadorys       | municipalité du district | LT-KU Kauno       |
| LT-14 | Kalvarija         | municipalité             | LT-MR Marijampolė |
| LT-16 | Kaunas            | municipalité du district | LT-KU Kauno       |
| LT-15 | Kauno miestas     | municipalité de la ville | LT-KU Kauno       |
| LT-17 | Kazlų Rūdos       | municipalité             | LT-MR Marijampolė |
| LT-18 | Kėdainiai         | municipalité du district | LT-KU Kauno       |
| LT-19 | Kelmė             | municipalité du district | LT-SA Šiauliai    |
| LT-21 | Klaipėda          | municipalité du district | LT-KL Klaipėdos   |
| LT-20 | Klaipėdos miestas | municipalité de la ville | LT-KL Klaipėdos   |
| LT-22 | Kretinga          | municipalité du district | LT-KL Klaipėdos   |
| LT-23 | Kupiškis          | municipalité du district | LT-PN Panevėžys   |
| LT-24 | Lazdijai          | municipalité du district | LT-AL Alytaus     |
| LT-25 | Marijampolė       | municipalité du district | LT-MR Marijampolė |
| LT-26 | Mažeikiai         | municipalité du district | LT-TE Telšiai     |
| LT-27 | Molėtai           | municipalité du district | LT-UT Utena       |
| LT-28 | Neringa           | municipalité             | LT-KL Klaipėdos   |
| LT-29 | Pagėgiai          | municipalité             | LT-TA Tauragė     |
| LT-30 | Pakruojis         | municipalité du district | LT-SA Šiauliai    |
| LT-31 | Palangos miestas  | municipalité de la ville | LT-KL Klaipėdos   |
| LT-32 | Panevėžio miestas | municipalité de la ville | LT-PN Panevėžys   |
| LT-33 | Panevėžys         | municipalité du district | LT-PN Panevėžys   |
| LT-34 | Pasvalys          | municipalité du district | LT-PN Panevėžys   |
| LT-35 | Plungė            | municipalité du district | LT-TE Telšiai     |
| LT-36 | Prienai           | municipalité du district | LT-KU Kauno       |
| LT-37 | Radviliškis       | municipalité du district | LT-SA Šiauliai    |
| LT-38 | Raseiniai         | municipalité du district | LT-KU Kauno       |
| LT-39 | Rietavas          | municipalité             | LT-TE Telšiai     |
| LT-40 | Rokiškis          | municipalité du district | LT-PN Panevėžys   |
| LT-41 | Šakiai            | municipalité du district | LT-MR Marijampolė |
| LT-42 | Šalčininkai       | municipalité du district | LT-VL Vilnius     |
| LT-44 | Šiauliai          | municipalité du district | LT-SA Šiauliai    |
| LT-43 | Šiaulių miestas   | municipalité de la ville | LT-SA Šiauliai    |
| LT-45 | Šilalė            | municipalité du district | LT-TA Tauragė     |
| LT-46 | Šilutė            | municipalité du district | LT-KL Klaipėdos   |
| LT-47 | Širvintos         | municipalité du district | LT-VL Vilnius     |
| LT-48 | Skuodas           | municipalité du district | LT-KL Klaipėdos   |
| LT-49 | Švenčionys        | municipalité du district | LT-VL Vilnius     |
| LT-50 | Tauragė           | municipalité du district | LT-TA Tauragė     |
| LT-51 | Telšiai           | municipalité du district | LT-TE Telšiai     |
| LT-52 | Trakai            | municipalité du district | LT-VL Vilnius     |
| LT-53 | Ukmergė           | municipalité du district | LT-VL Vilnius     |
| LT-54 | Utena             | municipalité du district | LT-UT Utena       |
| LT-55 | Varėna            | municipalité du district | LT-AL Alytaus     |
| LT-56 | Vilkaviškis       | municipalité du district | LT-MR Marijampolė |
| LT-57 | Vilniaus miestas  | municipalité de la ville | LT-VL Vilnius     |
| LT-58 | Vilnius           | municipalité du district | LT-VL Vilnius     |
| LT-59 | Visaginas         | municipalité             | LT-UT Utena       |
| LT-60 | Zarasai           | municipalité du district | LT-UT Utena       |

## Historiques
Historique des changements
- 31 octobre 2014 : Ajout de 7 municipalité de la ville, 44 municipalité du district et 9 municipalité
- 25 novembre 2021 : Modification de l'orthographe de LT-05, LT-14, LT-39; Attribution de la subdivision-mère de LT-01 à LT-60; Mise à jour de la Liste Source